# セブンマイル・ブリッジ

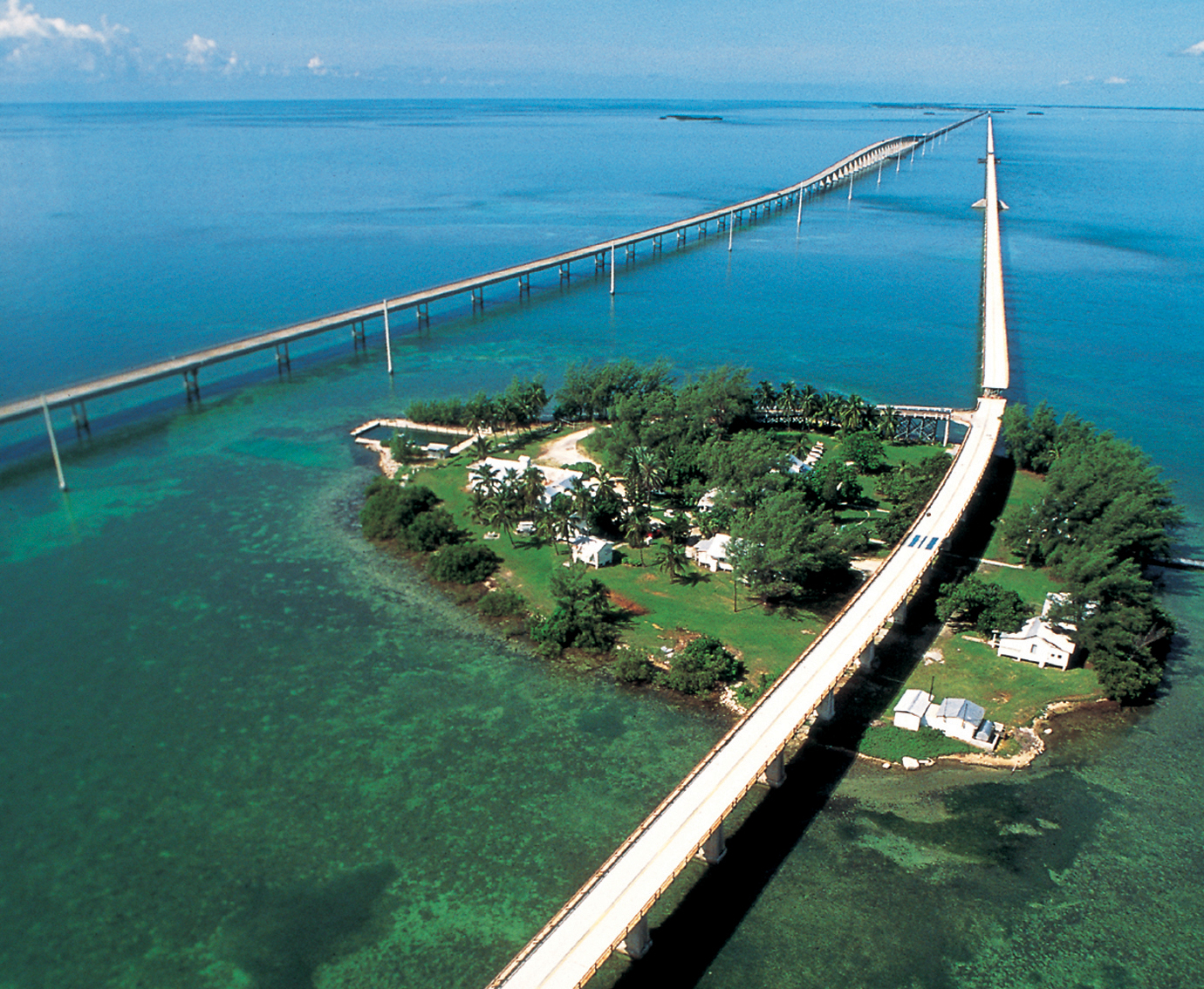
セブンマイル橋

セブンマイル橋（Seven Mile Bridge）は、アメリカ合衆国のフロリダ州にある全長6.765マイル（10.887キロメートル=1万887メートル）の橋である。フロリダ半島の南端からキーウェストを結ぶ国道US-1号線、オーバーシーズ・ハイウェイ（海上高速道路）にある42の橋の中で一番長い。1979年から1982年にかけて建設され、1982年5月24日に開通した。

## 旧橋について
現道の北隣に並んで架かる橋（写真では手前の方にある。）は鉄道王であるヘンリー・フラグラーが1909年から1912年にかけて列車用に作った橋で、この鉄橋はオーバーシーズ鉄道として1913年から1935年まで運用されていた。その後度重なるハリケーンの影響で橋は封鎖され、新しい橋ができた。北側の旧鉄道橋を車で走ることはできないが、橋の西側約1キロメートルの区間は世界一長いフィッシングピアとして一般に開放され、自由に歩くことができる。

## 参照
- Structurae: Seven Mile Bridge
- FIGG Seven Mile Bridge